# Veitchia arecina
Veitchia arecina är en enhjärtbladig växtart som beskrevs av Odoardo Beccari. Veitchia arecina ingår i släktet Veitchia och familjen Arecaceae. IUCN kategoriserar arten globalt som starkt hotad.
Artens utbredningsområde är Vanuatu. Inga underarter finns listade i Catalogue of Life.

## Bildgalleri

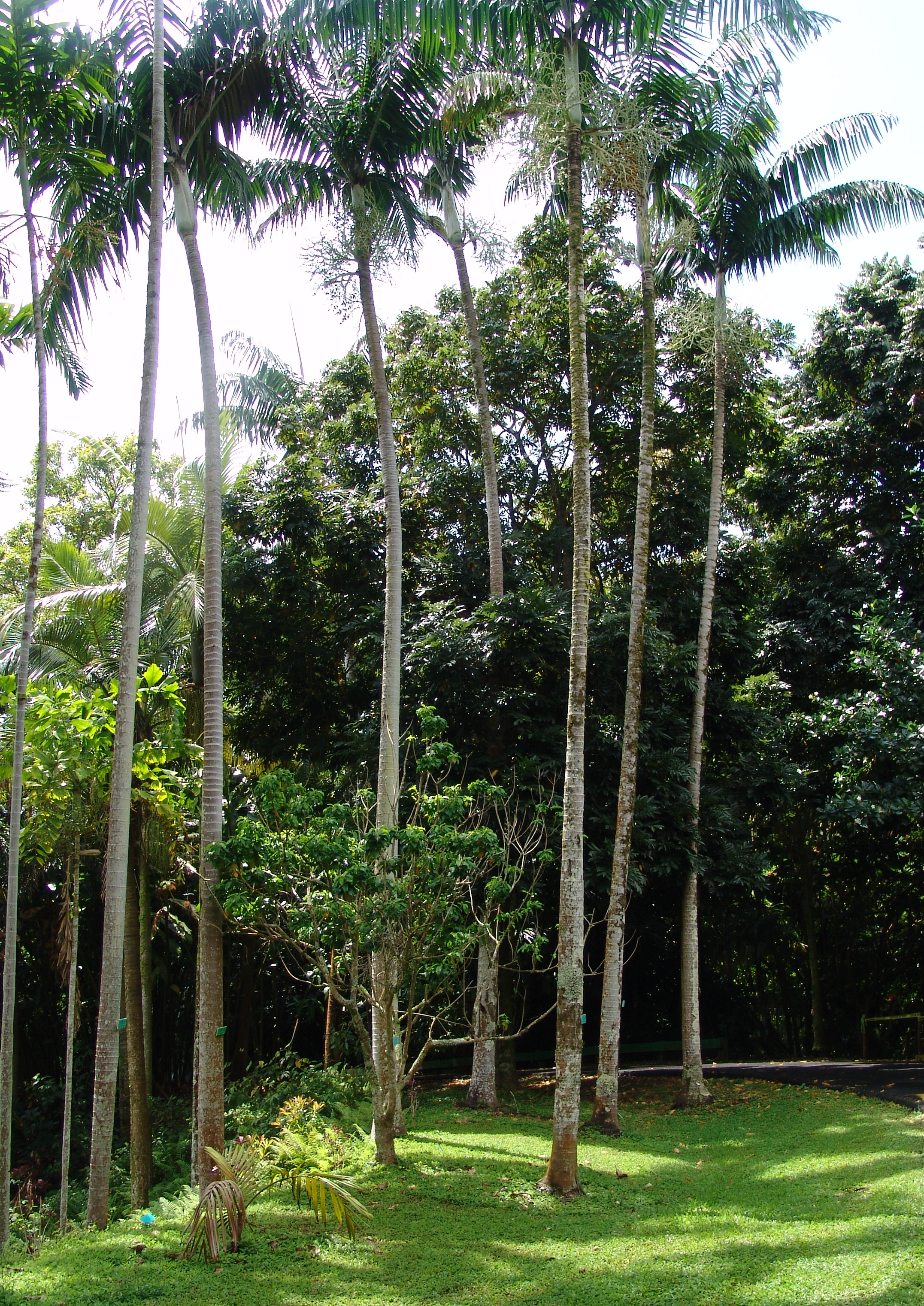
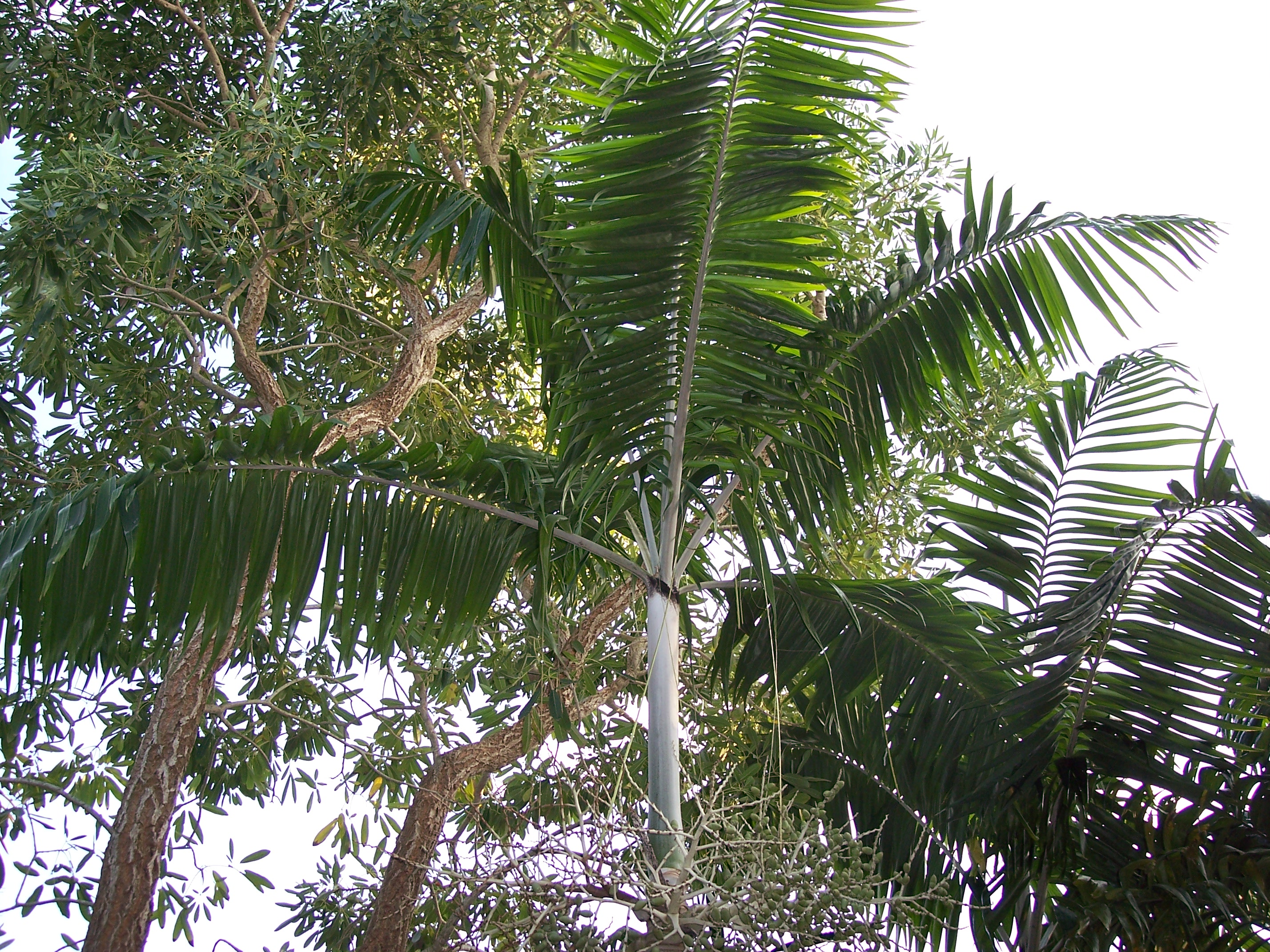